# Ușkalka, Verhnii Rohaciîk
Ușkalka (în ucraineană Ушкалка) este localitatea de reședință a comunei Ușkalka din raionul Verhnii Rohaciîk, regiunea Herson, Ucraina.

## Demografie
Componența lingvistică a localității Ușkalka
     Ucraineană (89,94%)
     Rusă (9,96%)
Conform recensământului din 2001, majoritatea populației localității Ușkalka era vorbitoare de ucraineană (89,94%), existând în minoritate și vorbitori de rusă (9,96%).